# Jacques-Louis Lions
Jacques-Louis Lions   (Grassa, 2 de maig de 1928 - Neuilly-sur-Seine, 17 de maig de 2001) va ser un matemàtic francès.

## Vida i Obra
Lions va néixer a la Provença, a la ciutat de Grassa, coneguda pels seus perfums, i de la qual el seu pare en va ser alcalde durant molts anys (1959-1971). Quan tenia quinze anys es va allistar com a combatent a la Resistència francesa durant l'ocupació alemanya de la Segona Guerra Mundial; allà va conèixer Andrée Olivier, qui esdevindria la seva esposa i companya de per vida. Després de la guerra, i havent estudiat un curs al Lycée Félix Faure de Niça, el 1947 va passar l'examen d'ingrés a l'École Normale Supérieure de París, on va coincidir amb Bernard Malgrange, i tots dos es van graduar el 1951 i van obtenir una beca del CNRS per a fer estudis doctorals que decidiren fer amb Laurent Schwartz a la universitat de Nancy.
Després de doctorar-se, va ser nomenat successivament professor de la universitat de Nancy (1954), de la universitat de París (1962), de l'École polytechnique (1966) i del Collège de France (1973), on va ocupar la càtedra d'anàlisi matemàtica dels sistemes i del seu control, fins que es va retirar el 1998.
El 1956 va néixer el seu únic fill, Pierre-Louis Lions, que també va ser un important matemàtic que va rebre la medalla Fields el 1994.
Des del bon principi de la seva carrera acadèmica, va veure les immenses possibilitats que obria la computació científica i va dedicar-se intensament a les matemàtiques aplicades, un camp que, en aquella época, era més aviat menystingut pels matemàtics. La seva pretensió era que les matemàtiques poguessin descriure, de la forma més precisa possible, el món real. Va ser autor o coautor de vint llibres i uns sis cents articles científics, esdevenint el fundador de l'escola francesa de matemàtiques aplicades. Entre els seus llibres col·lectius destaquen per la seva extensió i profunditat:
Nonlinear Partial Differential Equations and Their Applications, en dotze volums (1981-1994)
Analyse mathématique et calcul numérique pour les sciences et techniques, en nou volums (1984-1988)
Handbook of Numerical Analysis, en set volums (1990-2000)
A més de la seva tasca docent va exercir càrrecs directius importants a diferents institucions franceses i internacionals: president del Institut Nacional de Recerca en Informàtica i Automàtica, del Centre Nacional d'Estudis Espacials, de l'Acadèmia Francesa de les Ciències, de la Unió Matemàtica Internacional, membre del consells científics assessors de moltes grans empreses franceses com Elf Aquitaine, Péchiney, Gaz de France, Électricité de France, France Telecom, Dassault Aviation, Dassault Systèmes, Saint-Gobain, Thompson Multimedia, ... col·laborador en la creació de centres de recerca especialitzats a l'Institut Tata (Índia), a Akademgorodok (Unió Soviètica) o a la universitat Fudan (Xina).